# Françoise Bertier
Pour les articles homonymes, voir Berthier.
Françoise Bertier, née Krantz le 3 novembre 1914 à Bretignolles-sur-Mer (Vendée) et morte le 10 juillet 2001 à Montmorency, est une illustratrice et dessinatrice. Elle illustre surtout des livres pour enfants et dessine plusieurs bandes dessinées comme Line.

## Biographie
Françoise Bertier commence à dessiner en 1948 et 1949, en travaillant notamment pour le magazine Pierrot puis pour Cœurs Vaillants,.
Elle illustre ensuite un grand nombre de livres pour enfants, notamment dans les collections « Nouvelle Bibliothèque de Suzette » et « Rouge et Or (série Dauphine) », ainsi que dans la collection « Spirale ». Elle dessine également pour la presse écrite, dans Le Figaro.
En bande dessinée, elle est la première à créer Line, la série titre du magazine Line des éditions du Lombard. Elle crée cette série en 1956-1957 sur des textes de Nicolas Goujon. Mais elle n'obtient pas le succès escompté, avec un ton assez enfantin ; leurs successeurs André Gaudelette et Charles Nugue, puis Paul Cuvelier et Greg, feront nettement évoluer le personnage.
Elle dessine en 1966 la bande dessinée Coco, le perroquet perdu, qui paraît dans le Journal de Nounours.

## Illustrations pour la jeunesse

### Romans

#### SérieSusy
Série écrite par Gretha Stevns parue aux éditions G. P. dans la collection Rouge et Or (série Dauphine).
- 1959 : Susy et la Petite Bohémienne (Susy og zigeunerpigen, 1943), no 139
- 1960 : Susy et Cie (Susy og co, 1944), no 160
- 1962 : Nouvelles Aventures de Susy (Susy pâ eventyr, 1945), no 168
- 1963 : Susy fait des siennes (Susy i knibe, 1945), no 179
- 1964 : Susy et le Charbonnier (Godt klaret, Susy, 1945), no 197
- 1965 : Susy en pension (Susy pa egne ben, 1948), no 210
- 1966 : Susy sur la glace (Susy I fuld fart, litt. Susy à pleine vitesse, 1956), no 220
- 1967 : Susy fait du camping (Susy boltrer sig, 1957), no 230
- 1969 : Susy l'incorrigible (Susy Klarer skaerene, 1958), no 253
- 1970 : Susy trouve une piste (Susy solstrale, 1959), no 269
- 1971 : Susy au secours de Katia (Bravo Susy, 1960), no 284
- 1973 : Susy détective (Susy I højt humør, 1961), no 298
- 1975 : Susy, tambour battant (Susy forer an, 1962), no 4314

#### SérieTina
Série écrite par A. B. Carroll parue aux éditions G. P. dans la collection Spirale.
- 1962 : Bonjour, Tina ! (Teena sir goddag, 1956, volume no 1), Spirale no 55
- 1962 : Tina, mannequin (Hej ! Teena, 1956, volume no 2), Spirale no 66
- 1963 : Le Cœur de Tina bat (Teenas hjerte banker, 1957, volume no 4), Spirale no 77
- 1964 : Tom et Tina (Teena og Tom, 1958, volume no 6), Spirale no 81
- 1964 : Merci, Tina ! (Tak, Teena !, 1958, volume no 7), Spirale no 87
- 1964 : Tina, interprète (Teena ta’r på tur, 1958, volume no 8), Spirale no 94
- 1966 : Tina, châtelaine (Teena slår i bordet, 1960, volume no 14), Spirale no 110

#### Romans hors série
- 1946 : Le Génie des perroquets de Germaine Deflou.
- 1947 : Les Aventures de Nounouf pacha de Marcelle Vérité.
- 1949 : L'Etoile et le détective d'Henriette Robitaillie, Collection "Sir Jerry détective", no 3, Éditions des Deux Mondes, (illustré sous le nom de Françoise J. Bertier).
- 1950 : Les Aventures d'Arlette au fil du Niger de Renée Tramond.
- 1950 : La Maison des originaux de Madeleine Bru — Collection « Bibliothèque de Suzette », éd. Gautier-Languereau.
- 1950 : Le Secret de la Combe-aux-Belles de Renée Tramond — coll. « Bibliothèque de Suzette », éd. Gautier-Languereau.
- 1952 : Une affaire difficile à arranger de P.-J. Stahl ; « Collection des grands romanciers, », Hachette.
- 1952 : Blanche-Neige de Grimm — coll. « Contes du Pierrot », éditions Bias.
- 1952 : Petite Poucette d'après Andersen — coll. « Contes du gai Pierrot », éditions Bias.
- 1952 : La Petite sirène par Alexandre Dumas[6] — coll. « Collection des grands romanciers », éd. Hachette.
- 1952 : La Rue de la Pie-qui-Chante de  Marcelle Vérité — coll. « Bibliothèque de Suzette ».
- 1952 : Trois enfants et un perroquet de A. de La Tourrasse — coll. « Bibliothèque rose », éd. Hachette.
- 1953 : Blancheneige et Rougerose de Grimm — coll. « Contes du gai Pierrot », éd. Bias.
- 1953 : Fleur de plein vent de Claire d'Asque — coll. « Bibliothèque de Suzette ».
- 1954 : Les Exploits de Jane Brooke (Jane and the pale faces) de Vera Barclay.
- 1954 : Histoire de l'enfant Jésus de Brigitte Huret — coll. « Contes du gai Pierrot ».
- 1954 : Pauvre Dominique de Laura Mirandol — coll. « Bibliothèque de Suzette ».
- 1954 : Le Secret de Karine de Colette Nast — « Collection jeunesse »; éditions Delachaux et Niestlé.
- 1954 : La Victoire de Korik (Brogeen Follows the Magic Tune) de Patricia Lynch — coll. « Bibliothèque rose », Hachette.
- 1955 : Le Cirque Piccolo de Magdeleine du Genestoux — coll. « Bibliothèque rose », Hachette.
- 1955 : Contes du petit château par Jean Macé — « Collection des grands romanciers », Hachette.
- 1955 : Dandinet et autres contes de Anne Braillard.
- 1955 : Histoire de la princesse Rosette de Comtesse de Ségur — « Collection des grands romanciers, », Hachette.
- 1956 : Les Enfants de la Hutte-au-Bois d'Andrée Hugon — « Collection des grands romanciers, », Hachette.
- 1956 : Pierrette la téméraire de Georges G.-Toudouze — coll. « Idéal-Bibliothèque », Hachette.
- 1957 : Bon vent, l'"Oiseau bleu !" (Dobar vetar, plava ptico) de Berislav Kosier, avec la collaboration de Colette Nast — coll. « Heures joyeuses », Éditions de l'Amitié.
- 1957 : Contes de Saphir de Madame d'Aulnoy — Éditions Hatier.
- 1957 : Cette terrible Jane (Jane Will You Behave) de Vera Barclay — « Collection Jeunesse », éd. Delachaux et Niestlé.
- 1957 : Les Trois Aventureux de Lily Jean-Javal — Bibliothèque rouge et or. Série Dauphine no 10, Éditions G. P..
- 1958 : Marron d'Inde d'Odile Delvaque — « Collection Papillons », éd. Bias.
- 1958 : Le Palais de plumes d'Alice Coléno  — coll. « Il était une fois », éd. Hatier.

### Bandes dessinées
- 1956-1957 : Line
- 1966 : Coco, le perroquet perdu

### Magazines
- Pierrot
- Cœurs Vaillants
- Âmes vaillantes